# NGC 3506
NGC 3506 је спирална галаксија у сазвежђу Лав која се налази на NGC листи објеката дубоког неба.
Деклинација објекта је + 11° 4' 37" а ректасцензија 11h 3m 12,8s. Привидна величина (магнитуда) објекта NGC 3506 износи 12,6 а фотографска магнитуда 13,3. NGC 3506 је још познат и под ознакама UGC 6120, MCG 2-28-47, CGCG 66-105, ARAK 273, PGC 33379.